# Австрийски шилинг
Вижте пояснителната страница за други значения на шилинг.
Австрийският шилинг (на немски: Österreichischer Schilling) е бившата валутата в Австрия от 1 март 1925 до 1938 г. и от 1945 г. до въвеждането на еврото на 31 декември 2001 г. Официалният код на валутата по ISO 4217 е ATS (Austrian Schilling), ÖS (Österreichischer Schilling). През 1925 г. шилингът заменя австрийската крона, която е въведена през 1919 г. и се обезценява от инфлацията. След аншлузът с Германия, кроната е заменен от Райхсмарк. След края на войната през 1945 г. шилингът отново става валута на Австрия.

## История
Валутният дизайн е разработен на 24 декември 1924 г. Шилингът замени австрийската крона, въведена през 1919 г. Извършена е обмяна, като 10 000 австрийски крони са равни на 1 шилинг. В края на 1922 г. федералното правителство на Сейпел взема заем от 650 милиона златни крони от Лигата на нациите, в резултат на което Австрия попада под финансовия контрол на Лигата на нациите. Шилингът на първата австрийска република е сравнително стабилна валута. През 1925 г. са въведени бронзови 1 и 2 гроша, медно-никелови 10, 20, 50 гроша и 1 сребърен шилинг. През 1931 г. е въведена монета от 5 гроша, която е медно-никелова. През 1934 г. монетата от 1 шилинг става медно-никелова и се въвежда монета от 5 шилинга, която е от сребро. Емитират се и златни монети в купюри от 25 и 100 шилинга. През 1925 г. австрийската национална банка въвежда банкноти от 5, 10, 20, 100 и 1000 шилинга. Банкнотата от 50 шилинга е въведена през 1929 г.

## Въвеждане на райхсмарката
След като Австрия се присъединява към Третия райх през 1938 г., австрийският шилинг е изтеглен от обращение. Валутата на Австрия до 1945 г. е Райхсмарк. Валутният курс е определен 1 Райхмарк да се равнява на 1,5 австрийски шилинга. Националната банка на Австрия е обединена с Райхсбанката на Германия.. Дизайнът на купюрите от 100 шилинга от 1936 г. става основа за банкнотата от 20 райхмарки от 1939 г.

## Шилингът в периода от 1945 до 2001 г.
През 1947 г. са издадени нови банкноти. През 50-те години валутата става стабилна и инфлацията намалява. 1 американски долар е бил равен на 26 шилинга. През 1971, 1976, 1986, 1997 г. са издадени нови серии банкноти.
Шилингът е заменен с еврото от 1 януари 2002 г.